# Таран самолётом в Остине
Таран самолётом в Остине — акт самоубийства в знак протеста, произошедший 18 февраля 2010 года в городе Остин (Техас, США). Таран совершил Эндрю Джозеф Стэк III (англ. Andrew Joseph Stack III). На самолёте Пайпер «Дакота» он врезался в правительственное здание, где размещается Служба внутренних доходов (IRS). Погибли пилот и менеджер службы внутренних доходов Вернон Хантер (англ. Vernon Hunter). 13 человек получили ранения, двое из них серьёзные. Офис службы располагался в четырёхэтажном офисном здании совместно с другими федеральными правительственными агентствами и агентствами штата. Перед тараном Стэк опубликовал на своём деловом сайте предсмертную записку, датированную 18 февраля 2010 года, в которой написал о «жадности (greed)» и «безумии (insanity)» IRS.

## Инцидент
18 февраля 2010 года около 9:05 утра по местному времени Эндрю Джозеф Стэк III поджёг свой дом стоимостью $230 000 и поехал на своей машине к ангару в 20 милях от дома. Около 9:43 сел в свой личный четырёхместный самолёт. Последними словами диспетчеру от Стэка были: «Спасибо за вашу помощь, хорошего дня». Произнесены они в 9:44:02. Двенадцать минут спустя, в 9:56, он направил самолёт в здание 1-го офисного комплекса Echelon. В результате взрыва зданию нанесён серьёзный ущерб. Кроме пилота погиб сотрудник центра. 13 человек получили ранения, два человека получили тяжёлые ранения.